# Chegou o Verão
Chegou o Verão é uma canção da cantora brasileira de axé music Gil, lançada em 10 de novembro de 2004 como primeiro single de seu terceiro álbum de estúdio intitulado O Canto da Sereia, sendo escolhida para ser trabalhada durante o Carnaval de 2005.

## Composição
A canção é composta pelo cantor e compositor brasileiro Capitão América, ex-integrante do grupo Bragaboys e conhecido pelos trabalhos nas canções "Vida Rudimenta" do Timbalada e "Amor de Ninguém" de Daniela Mercury, em parceria com André Lopes.

## Videoclipe

### Antecedentes
Para a gravação do videoclipe, a cantora perdeu cerca de seis quilos para poder estar em forma. Ainda o visual como um todo mudou completamente, decidindo aderir para o trabalho cabelo loiro e apostar num figurino com roupas ousadas, porém com tons nativos, feitas especialmente pela Márcia Ganen para a cantora.

### Sinopse
No vídeo Gilmelândia aparece andando pela praia, mostrando diversos típos de mulheres brasileiras. A cantora ainda aparece em cenas dançando em uma floresta e à beira de uma cachoeira, além de cenas andando a cavalo e na beira de uma piscina.

## Desempenho nas tabelas
| Paradas (2005)          | Posição |
| ----------------------- | ------- |
| Brasil — Hot 100 Brasil | 1       |

## Histórico de lançamento
| País   | Data                   | Formato                   | Gravadora |
| ------ | ---------------------- | ------------------------- | --------- |
| Brasil | 10 de novembro de 2004 | download digital, Airplay | EMI       |